# Digitonthophagus bonasus
Espèce
Digitonthophagus bonasus est une espèce d'insectes coléoptères, présente en Inde, Sri Lanka, Thaïlande, le sud de l'Afghanistan.

## Référence
- (en) Catalogue of Life : Digitonthophagus bonasus Fabricius, 1775